# Großer Preis von Monaco 1966
Der Große Preis von Monaco 1966 (offiziell XXIV Grand Prix Automobile de Monaco) fand am 22. Mai auf dem Circuit de Monaco in Monte Carlo statt und war das erste Rennen der Automobil-Weltmeisterschaft 1966.

## Berichte

### Hintergrund

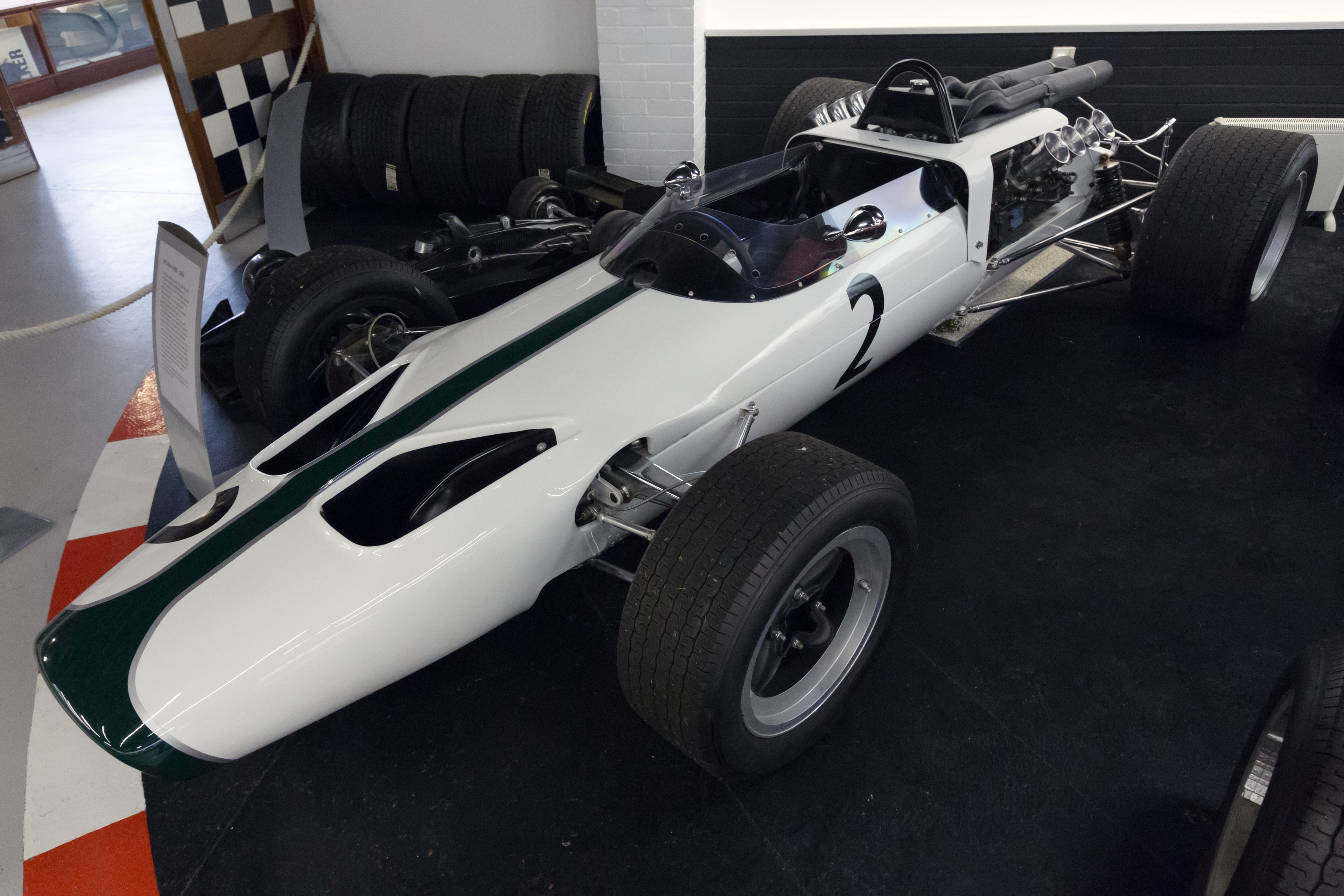
Debüt von McLaren mit dem M2B

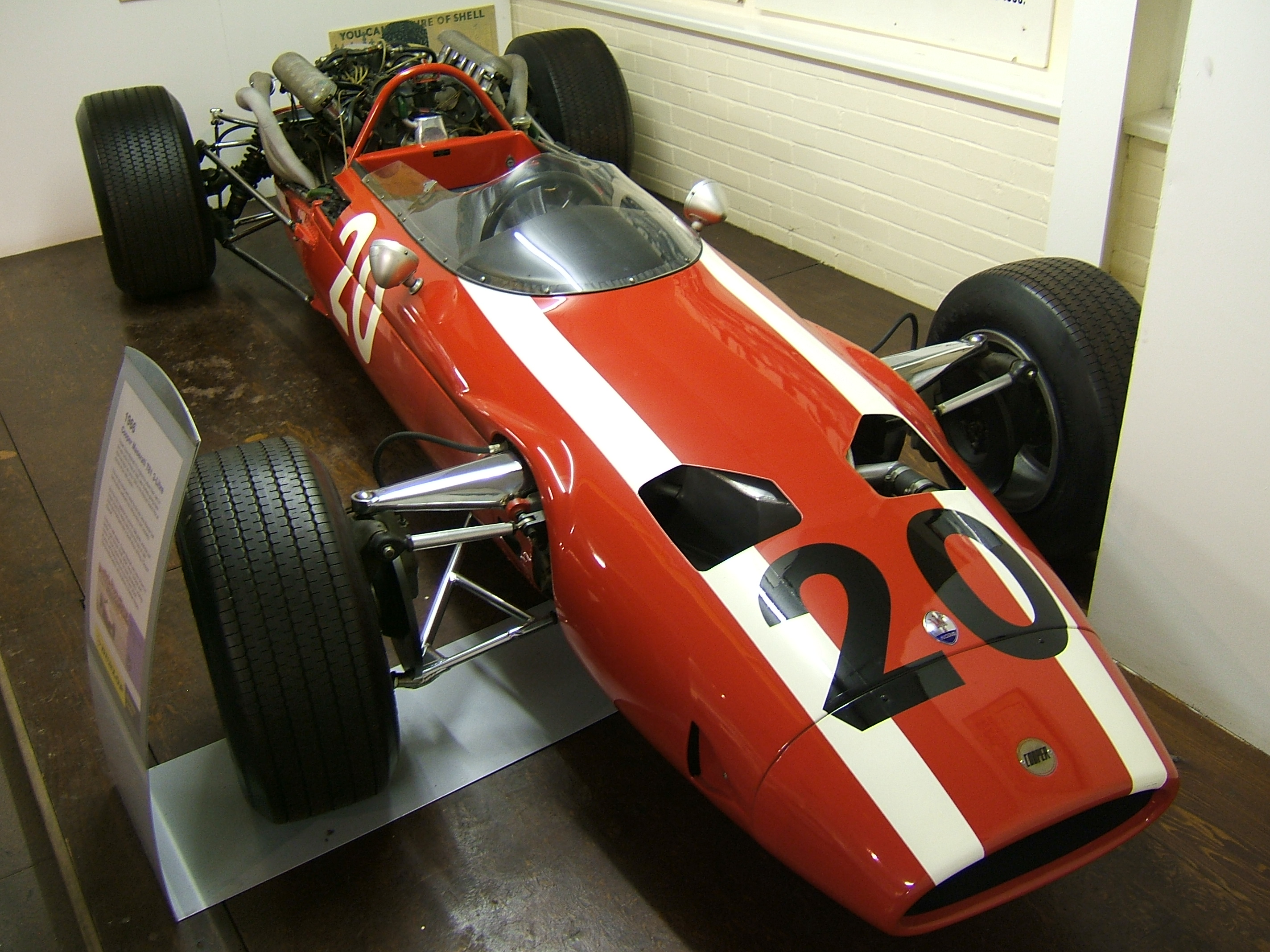
Debüt des Cooper T81 (im Bild das Kundenfahrzeug von Jo Bonnier)

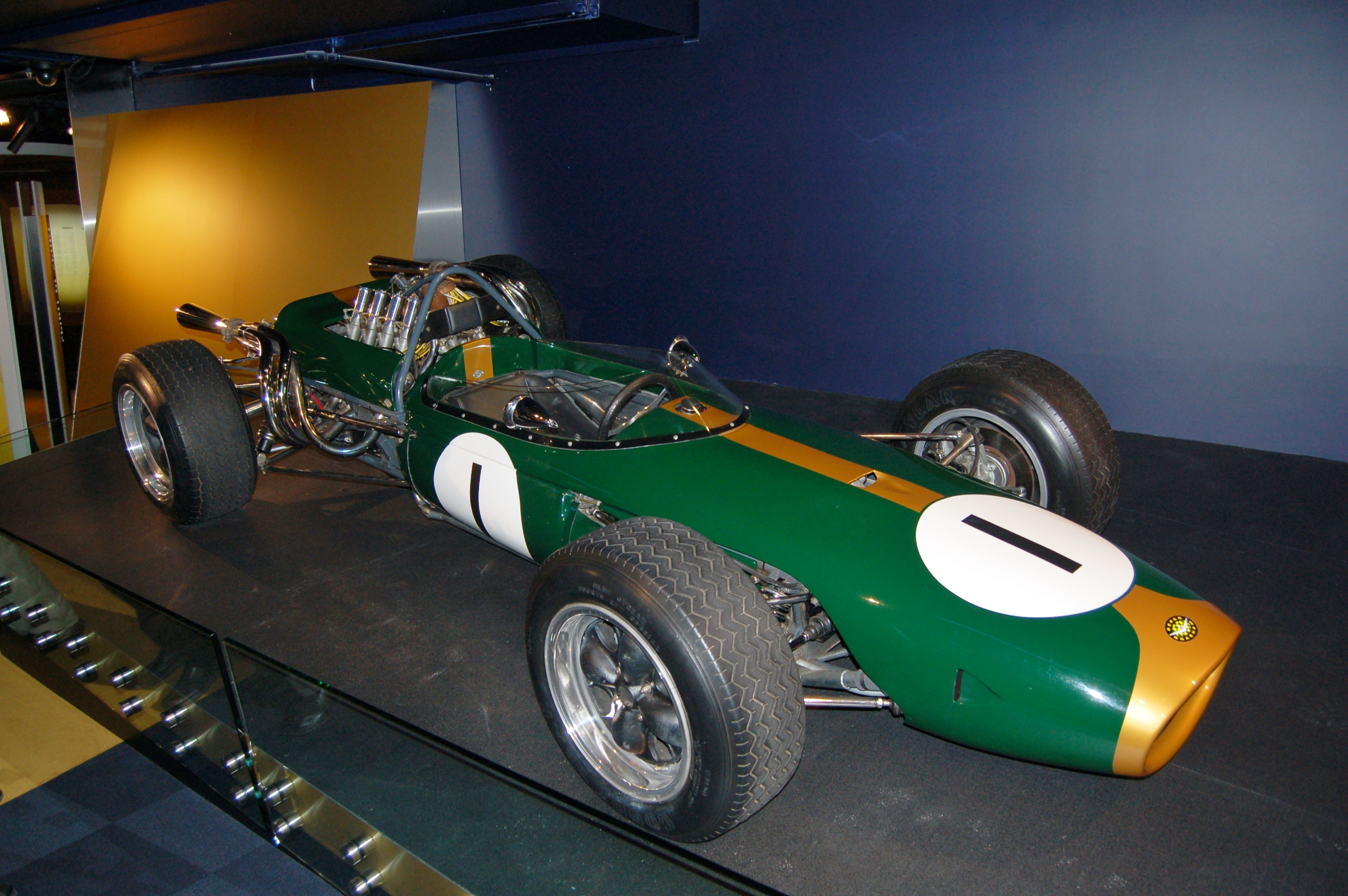
Debüt des Brabham BT19 mit Repco-Motor

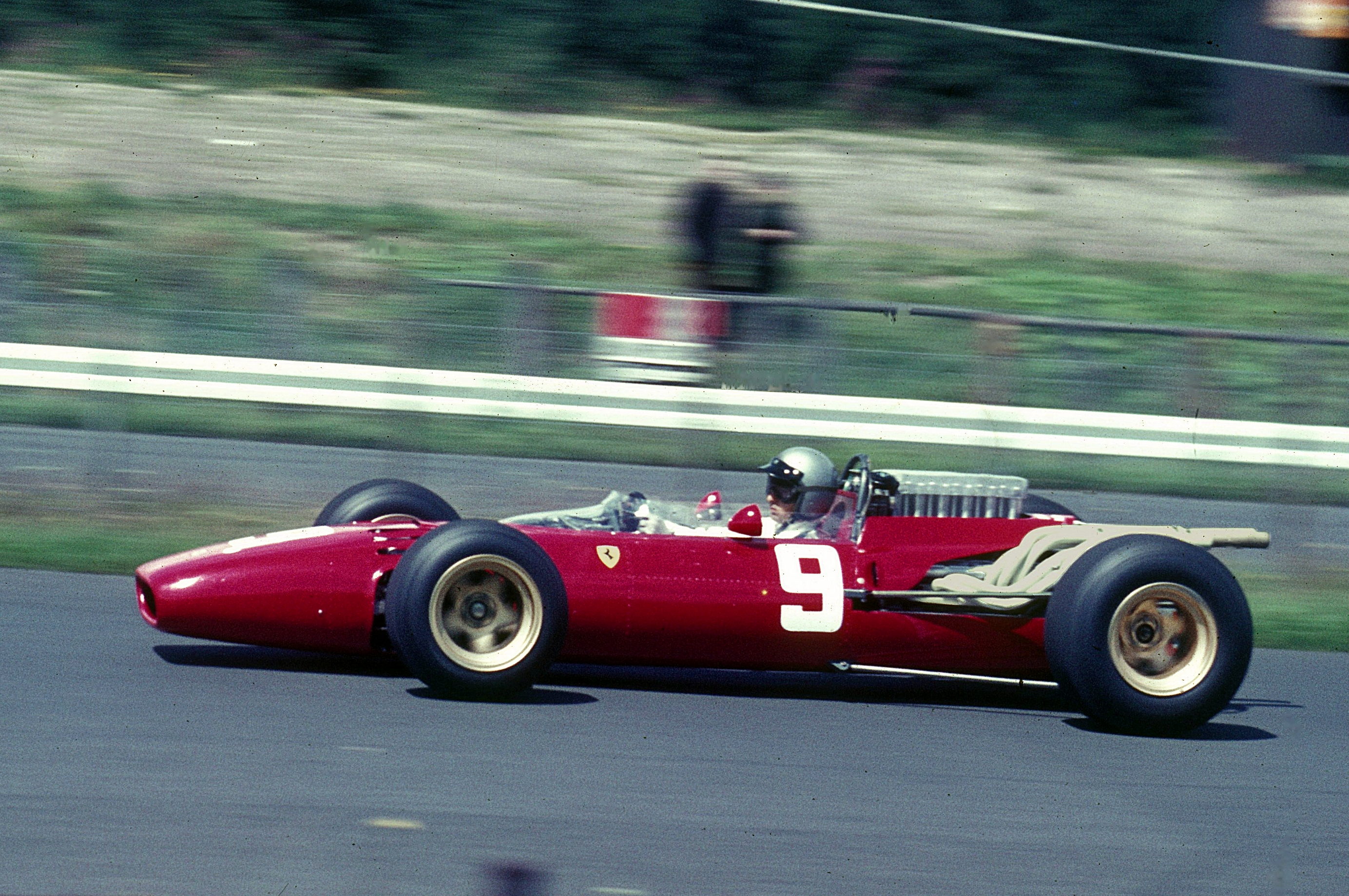
Debüt des Ferrari 312F1 (im Bild Lorenzo Bandini beim Großen Preis von Deutschland 1966)

Mit Beginn der Saison 1966 trat ein neues Motorenreglement in Kraft, das den Konstrukteuren erlaubte Aggregate mit maximal 3 Liter Hubraum zu verwenden. Climax kündigte an ihre Motoren nicht weiterzuentwickeln und auch keinen neuen 3-Liter-Motor mehr zu bauen. Einige Teams nutzten die vorhandenen Climax-Motoren noch weiter und fuhren mit einer 2-Liter-Hubraum-Variante, während andere Teams den Motorenanbieter wechselten oder neue eigenen Aggregate bauten.
Bruce McLaren, der zuvor acht Jahre für Cooper Car Company gefahren war, trat zum ersten Mal mit einem eigenen Team an, das er bereits 1964 gründete. McLaren entwickelte sich in den folgenden Jahrzehnten zu einem der erfolgreichsten Konstrukteure und tritt auch heute noch in der Formel 1 an. Als erster Wagen wurde der McLaren M2B eingesetzt, der von Robin Herd designed wurde. Das Fahrzeug besaß ein Monocoque und wurde von einem Ford 3,0-Liter-V8-Motor angetrieben. Bevor McLaren die bekannte orange Lackierung verwendete, war das Fahrzeug 1965 in Silber lackiert, mit einem grünen Streifen in der Mitte. Diese Lackierung entstand aufgrund einer finanziellen Vereinbarung mit den Produzenten des Films Grand Prix, McLaren repräsentierte in diesem das japanische „Yamura“ Team. Neben Bruce McLaren sollte auch Chris Amon für sein Team fahren, allerdings kam es die ganze Saison über aufgrund technischer Probleme nicht zustande, dass zwei Fahrzeuge gleichzeitig bereit waren. Der McLaren M2B verwendete Reifen von Firestone. Firestone war neben Goodyear und Dunlop einer von drei Reifenherstellern, die 1966 die Teams mit Reifen belieferten.
Lotus fuhr beim Saisonauftakt ebenfalls nur mit einem Fahrzeug. Der Lotus 33 des Vorjahres wurde mit einem 2-Liter-Climax-Motor von Jim Clark gefahren. Nach dem Wechsel von Mike Spence zu Reg Parnell Racing kehrte Peter Arundell zu Lotus zurück, allerdings erst beim zweiten Saisonrennen. Auch Lotus wechselte bei den Reifen zu Firestone. Bei Brabham gab es ebenfalls eine Änderung in der Fahrerpaarung, neben Jack Brabham wurde Denis Hulme neuer Stammfahrer. Hulme fuhr bereits 1965 einzelne Rennen für Brabham, er ersetzte Dan Gurney. Hulme fuhr einen alten Brabham BT11 mit 2,5-Liter-Climax-Motor. Brabham hingegen fuhr zum ersten Mal den neuen Brabham BT19. Der Brabham BT19 wurde von Ron Tauranac entwickelt und setzte weiterhin auf das Konstruktionsprinzip eines Gitterrohrrahmens. Im Gegensatz zu seinem Teamkollegen war bei Brabham bereits der neue Repco-Motor verbaut, der 3 Liter Hubraum hatte. Für Repco war es das erste Rennen in der Automobil-Weltmeisterschaft. Brabham blieb weiterhin bei Reifen von Goodyear.
Cooper fuhr mit Jochen Rindt und Richie Ginther, beide Fahrer erhielten beim Großen Preis von Monaco bereits den neuen Cooper T81. Dieser Wagen war der erste von Cooper mit einem Monocoque. Angetrieben wurde der Cooper T81 von einem Maserati 3.0 V12, Reifen wurden von Dunlop verwendet. Maserati kehrte somit nach drei Jahren Pause als Motorenlieferant in die Automobil-Weltmeisterschaft zurück. B.R.M. blieb bei seiner Fahrerpaarung Graham Hill und Jackie Stewart, auch die Wagen wurden unverändert zum Vorjahr genutzt, lediglich der Hubraum des Motors wurde leicht erhöht. Für Hill war zwar zusätzlich der neue BRM P83 gemeldet, dieser kam aber noch nicht zum Einsatz im Rennen. Damit blieb B.R.M. auch noch bei Dunlop Bereifung, obwohl der neue Wagen schon mit Goodyear-Reifen ausgestattet war.
Bei Ferrari kehrte John Surtees nach seiner Verletzungspause zum Team zurück und fuhr neben Lorenzo Bandini. Für beide Fahrer war der neue Ferrari 312/66 gemeldet, Bandini fuhr aber stattdessen einen Ferrari 246 Tasman. Dieser Wagen sollte ursprünglich in der Tasman-Serie genutzt werden und diente 1966 als Ersatzwagen für Ferrari. Er entsprach dem Ferrari 1512 aus dem Vorjahr, hatte einen 2,4-Liter-V6-Motor und Firestone Bereifung. Der Ferrari 312 hatte hingegen einen V12-Motor bei 3 Liter Hubraum und wurde in verschiedenen Ausbaustufen bis 1980 verwendet. Weiterhin setzte Ferrari auf eine Mischung aus Monocoque und Gitterrohrrahmen.
Neben den Werkteams waren auch wieder einige Teams mit Kundenfahrzeugen gemeldet. Für Reg Parnell Racing waren Spence und Joakim Bonnier gemeldet, Bonnier trat stattdessen aber mit eigenem Team und einem Cooper T81 an. Spence fuhr einen alten Lotus 25 mit B.R.M. Motor. Joseph Siffert war für das Rob Walker Racing Team gemeldet und pilotierte zum letzten Mal in seiner Karriere einen Brabham-B.R.M. Außerdem war Bob Bondurant vom Team Chamaco Collect verpflichtet und Guy Ligier fuhr bei seinem Debütrennen einen eigenen Cooper T81.
Surtees bestritt seinen 50. Grand Prix.
Mit Brabham, McLaren und Hill nahmen drei ehemalige Sieger am Rennen teil, Hill gewann in den drei Jahren zuvor. Bei den Konstrukteuren waren B.R.M. und Cooper dreimal siegreich, Lotus und Ferrari jeweils zweimal. Die neuen Wagen wurden bereits bei drei nicht zur Weltmeisterschaft zählenden Rennen getestet, die vor dem Saisonbeginn stattfanden. Spence gewann dabei den Großen Preis von Südafrika, Surtees den Gran Premio di Siracusa und Brabham die BRDC International Trophy.

### Training
Die erste Trainingssitzung begann am Donnerstag bei nassen Bedingungen, die Strecke trocknete aber bereits in den ersten Minuten ab. Ferrari und Brabham fehlten aufgrund von Staus bei der Anreise. Die erste Bestzeit wurde von Stewart aufgestellt, der durch die größeren Motoren bereits zu Beginn schneller war als die schnellsten Trainingszeiten des Vorjahres. Der ehemalige Weltmeister Phil Hill fuhr während der Trainingssitzungen mit einem Kamerawagen um die Strecke für Aufnahmen des Films „Grand Prix“. Er wich dabei öfters den anderen Fahrern aus, um sie nicht zu behindern.
Am Freitag fand die zweite Trainingssitzung statt, an der auch Ferrari und Brabham teilnahmen. Beide B.R.M. waren erneut die schnellsten Fahrzeuge, aber auch Surtees auf Ferrari hielt den Anschluss an die Spitze. Gegen Ende fuhr Clark einige schnelle Runden und errang trotz schwächeren Motors eine neue Bestzeit. Hill verbesserte sich auf Rang zwei vor Bandini und Hulme. Am Samstag in der dritten Trainingssitzung verbesserten sich noch einmal alle Fahrer bis auf Rindt, der Motorenprobleme hatte. Die Zeiten an der Spitze wurden kontinuierlich verbessert und in der letzten Runde des Trainings fuhr Clark die absolute Bestzeit. Er war der einzige Fahrer der eine Zeit unter 1:30 Minuten fuhr und sicherte sich die erste Pole-Position der Saison.
Auf Rang zwei qualifizierte sich Surtees mit zwei Zehntelsekunden Rückstand auf Clark. Stewart wurde Dritter vor seinem Teamkollegen Hill. Bandini komplettierte die Spitzengruppe auf Rang fünf. Brabham und Cooper qualifizierten sich im Mittelfeld, Hulme wurde Sechster, Brabham Elfter. Dazwischen lagen Rindt und Ginther sowie Anderson als bester Fahrer mit Kundenfahrzeug. McLaren qualifizierte sich beim Debütrennen seines Teams auf den zehnten Rang.

### Rennen
Clark kam beim Start schlecht weg, da er nicht vom ersten in den zweiten Gang schalten konnte. Daraufhin überholte ihn das gesamte Feld und er fiel auf den letzten Platz zurück. Surtees ging vor der ersten Kurve in Führung, dahinter lag Stewart. Diese beiden Fahrer bauten sich einen Vorsprung vor dem Verfolgerfeld auf. Hill, Hulme, Rindt und Anderson nahmen in den ersten Rennrunden die weiteren Punkteplatzierungen ein. Da sich Clarks Getriebeproblem nur auf den ersten Gang beschränkte, holte er nach dem Start auf den Rest des Feldes wieder auf und fuhr identische Rundenzeiten zur Spitze. Bereits nach zehn Runden hatte er sich wieder auf den siebten Platz verbessert.
In der dritten Runde schied Anderson mit Motorschaden aus, McLaren beendete das Rennen in Runde neun wegen eines Öllecks. Auch Siffert kam an die Box für Reparaturen, er setzte den Grand Prix fort. Im Kampf um Platz drei wurde Hill erst von Rindt überholt, anschließend noch von Hulme. Hill hatte zu diesem Zeitpunkt Motorenprobleme. In Runde 15 schied Hulme mit einem Defekt aus und an der Spitze gab es einen Führungswechsel, da auch der Ferrari von Surtees ein Problem mit der Kraftübertragung hatte. Surtees fuhr an die Box um die Ursache dafür finden zu lassen, doch nach einer weiteren Runde stellte er den Wagen ab. Einen weiteren Ausfall gab es in Runde 17, Brabham schied mit Getriebeschaden aus.
Nach dem Ausfall von Surtees führte Stewart das Rennen vor Rindt, Hill und Bandini an. Bandini holte auf Hill auf und übernahm daraufhin den dritten Rang. Clark profitierte von den Ausfällen der Konkurrenz und verbesserte sich auf Platz fünf, die drei vor ihm fahrenden Piloten in Sichtweite. Hinter ihm lag Ginther auf Platz sechs. Eine weitere Ausfallserie begann in Runde 34. Bei Spence brach die Aufhängung, eine Runde später schied Siffert mit einem Kupplungsschaden aus. Somit waren nur noch neun Fahrzeuge im Rennen. Bonnier kam an die Box und setzte das Rennen mit mehreren Runden Rückstand fort.
Während Stewart an der Spitze seinen Vorsprung verwaltete, überholte Bandini Rindt und war somit neuer Zweiter. Auch Hill und Clark überholten Rindt, dessen Motor nicht mehr die volle Leistung brachte. Clark attackierte Hill, kam aber nicht an ihm vorbei. Erst mehrere Runden später startete Clark ein riskantes Überholmanöver in der Kurve „Saint Devote“, das nur gelang, weil Hill ihm genug Platz ließ. Clark hatte sich damit vom Ende des Feldes bis auf den zweiten Platz verbessert. Doch noch in der gleichen Runde brach seine Aufhängung und auch er schied aus, nachdem zuvor auch Rindt seinen Wagen abgestellt hatte. Hill drehte sich kurz darauf und würgte den Motor ab, setzte den Grand Prix aber fort. Nur noch sieben Fahrzeuge verblieben im Rennen. Bandini verkürzte den Rückstand auf Stewart kontinuierlich und kam bis auf zwölf Sekunden an ihn heran. Dabei fuhr er seine erste schnellste Rennrunde in der Automobil-Weltmeisterschaft. Anschließend gelang es Stewart aber den Vorsprung auf Bandini wieder auszubauen. Mehrere Fahrer kamen bis zum Rennende noch für Reparaturen an die Box, der letzte Ausfall war Ginther in Runde 80, nur sechs Wagen erreichten das Ziel.
Stewart gewann das Rennen mit 40 Sekunden Vorsprung vor Bandini und Hill. Für ihn war es der zweite Sieg seiner Karriere, nachdem er zuvor beim Großen Preis von Italien 1965 gewonnen hatte. Erst 1968 folgten für Stewart weitere Siege, in Monaco gewann er 1971 erneut. Für B.R.M. war es der vierte Sieg in Folge in Monaco, ein weiterer folgte 1972. Bondurant wurde mit fünf Runden Rückstand auf Rang vier gewertet und erzielte die einzigen Punkte seiner Karriere. Ligier und Bonnier erreichten zwar ebenfalls das Ziel, wurden durch eine neue Regel aber nicht gewertet. Ab dem Großen Preis von Monaco musste jeder Fahrer für eine Klassifikation mindestens 90 % der Renndistanz zurückgelegt haben. In den Jahren zuvor lag diese Mindestrenndistanz deutlich niedriger und wurde von jedem Rennveranstalter anders gehandhabt. Mit nur vier Fahrern die Punkte erhielten, stellte der Große Preis von Monaco 1966 einen Rekord auf, der noch immer besteht.
In der Fahrerwertung führte Stewart vor Bandini und Hill. In der Konstrukteurswertung führte B.R.M. vor Ferrari, nur diese beiden erhielten Punkte. Stewart führte das erste Mal in seiner Karriere die Fahrerwertung an, B.R.M. zum letzten Mal die Konstrukteurswertung.

## Meldeliste
| Team                        | Nr. | Fahrer          | Chassis            | Motor            | Reifen |
| --------------------------- | --- | --------------- | ------------------ | ---------------- | ------ |
| Bruce McLaren Motor Racing  | 02  | Bruce McLaren   | McLaren M2B        | Ford 3.0 V8      | F      |
| Team Lotus                  | 04  | Jim Clark       | Lotus 33           | Climax 2.0 V8    | F      |
| Reg Parnell Racing          | 06  | Mike Spence     | Lotus 25           | BRM 2.0 V8       | F      |
| Reg Parnell Racing          | 18  | Joakim Bonnier  | Lotus 25           | Climax 2.7 L4    | F      |
| Brabham Racing Organisation | 07  | Jack Brabham    | Brabham BT19       | Repco 3.0 V8     | G      |
| Brabham Racing Organisation | 08  | Denis Hulme     | Brabham BT11       | Climax 2.5 L4    | G      |
| Cooper Car Company          | 09  | Richie Ginther  | Cooper T81         | Maserati 3.0 V12 | D      |
| Cooper Car Company          | 10  | Jochen Rindt    | Cooper T81         | Maserati 3.0 V12 | D      |
| Owen Racing Organisation    | 11  | Graham Hill     | BRM P261           | BRM 2.0 V8       | D      |
| Owen Racing Organisation    | 11  | Graham Hill     | BRM P83            | BRM 3.0 H16      | G      |
| Owen Racing Organisation    | 12  | Jackie Stewart  | BRM P261           | BRM 2.0 V8       | D      |
| Rob Walker Racing Team      | 14  | Joseph Siffert  | Brabham BT11       | BRM 2.0 V8       | D      |
| DW Racing Enterprises       | 15  | Bob Anderson    | Brabham BT11       | Climax 2.7 L4    | F      |
| Scuderia Ferrari SpA SEFAC  | 16  | Lorenzo Bandini | Ferrari 246 Tasman | Ferrari 2.4 V6   | F      |
| Scuderia Ferrari SpA SEFAC  | 16  | Lorenzo Bandini | Ferrari 312F1/66   | Ferrari 3.0 V12  | F      |
| Scuderia Ferrari SpA SEFAC  | 17  | John Surtees    | Ferrari 312F1/66   | Ferrari 3.0 V12  | D      |
| Anglo Suisse Racing Team    | 18  | Joakim Bonnier  | Cooper T81         | Maserati 3.0 V12 | F      |
| Team Chamaco Collect        | 19  | Bob Bondurant   | BRM P261           | BRM 2.0 V8       | G      |
| Guy Ligier                  | 21  | Guy Ligier      | Cooper T81         | Maserati 3.0 V12 | D      |

Anmerkungen
1. 1 2  Joakim Bonnier fuhr für Reg Parnell Racing den Lotus-Climax mit der Nummer 18 in den Trainingssitzungen. Den Cooper-Maserati mit der Nummer 18 fuhr er in den Trainingssitzungen und im Rennen für sein Anglo-Suisse Racing Team.
2. ↑  Graham Hill fuhr beide Wagen in den Trainingssitzungen. Im Rennen fuhr er den BRM P261 mit der Nummer 11.
3. ↑  Lorenzo Bandini fuhr beide Wagen in den Trainingssitzungen. Im Rennen fuhr er den Ferrari 246 Tasman mit der Nummer 16.

## Klassifikationen

### Startaufstellung
| Pos. | Fahrer          | Konstrukteur    | Zeit   | Ø-Geschwindigkeit | Start |
| ---- | --------------- | --------------- | ------ | ----------------- | ----- |
| 01   | Jim Clark       | Lotus-Climax    | 1:29,9 | 125,94 km/h       | 01    |
| 02   | John Surtees    | Ferrari         | 1:30,1 | 125,66 km/h       | 02    |
| 03   | Jackie Stewart  | B.R.M.          | 1:30,3 | 125,38 km/h       | 03    |
| 04   | Graham Hill     | B.R.M.          | 1:30,4 | 125,24 km/h       | 04    |
| 05   | Lorenzo Bandini | Ferrari         | 1:30,5 | 125,10 km/h       | 05    |
| 06   | Denis Hulme     | Brabham-Climax  | 1:31,1 | 124,28 km/h       | 06    |
| 07   | Jochen Rindt    | Cooper-Climax   | 1:32,2 | 122,80 km/h       | 07    |
| 08   | Bob Anderson    | Brabham-Climax  | 1:32,5 | 122,40 km/h       | 08    |
| 09   | Richie Ginther  | Cooper-Maserati | 1:32,6 | 122,27 km/h       | 09    |
| 10   | Bruce McLaren   | McLaren-Ford    | 1:32,8 | 122,00 km/h       | 10    |
| 11   | Jack Brabham    | Brabham-Repco   | 1:32,8 | 122,00 km/h       | 11    |
| 12   | Mike Spence     | Lotus-B.R.M.    | 1:33,5 | 121,09 km/h       | 12    |
| 13   | Joseph Siffert  | Brabham-B.R.M.  | 1:34,4 | 119,94 km/h       | 13    |
| 14   | Joakim Bonnier  | Cooper-Maserati | 1:35,0 | 119,18 km/h       | 14    |
| 15   | Guy Ligier      | Cooper-Maserati | 1:35,2 | 118,93 km/h       | 15    |
| 16   | Bob Bondurant   | B.R.M.          | 1:37,3 | 116,36 km/h       | 16    |

### Rennen
| Pos. | Fahrer          | Konstrukteur    | Runden | Stopps | Zeit        | Start | Schnellste Runde |
| ---- | --------------- | --------------- | ------ | ------ | ----------- | ----- | ---------------- |
| 01   | Jackie Stewart  | B.R.M.          | 100    | 0      | 2:33:10,500 | 03    |                  |
| 02   | Lorenzo Bandini | Ferrari         | 100    | 0      | + 40,200    | 05    | 1:29,8           |
| 03   | Graham Hill     | B.R.M.          | 99     | 0      | + 1 Runde   | 04    |                  |
| 04   | Bob Bondurant   | B.R.M.          | 95     | 1      | + 5 Runden  | 16    |                  |
| –    | Richie Ginther  | Cooper-Maserati | 80     | 1      | DNF         | 09    |                  |
| –    | Guy Ligier      | Cooper-Maserati | 75     | 1      | + 25 Runden | 15    |                  |
| –    | Joakim Bonnier  | Cooper-Maserati | 73     | 2      | + 27 Runden | 14    |                  |
| –    | Jim Clark       | Lotus-Climax    | 60     | 0      | DNF         | 01    |                  |
| –    | Jochen Rindt    | Cooper-Maserati | 56     | 0      | DNF         | 07    |                  |
| –    | Joseph Siffert  | Brabham-B.R.M.  | 35     | 1      | DNF         | 13    |                  |
| –    | Mike Spence     | Lotus-B.R.M.    | 34     | 0      | DNF         | 12    |                  |
| –    | Jack Brabham    | Brabham-Repco   | 17     | 0      | DNF         | 11    |                  |
| –    | John Surtees    | Ferrari         | 16     | 1      | DNF         | 02    |                  |
| –    | Denis Hulme     | Brabham-Climax  | 15     | 0      | DNF         | 06    |                  |
| –    | Bruce McLaren   | McLaren-Ford    | 9      | 0      | DNF         | 10    |                  |
| –    | Bob Anderson    | Brabham-Climax  | 3      | 0      | DNF         | 08    |                  |

## WM-Stände nach dem Rennen
Die ersten sechs des Rennens bekamen 9, 6, 4, 3, 2, 1 Punkte. Es zählten nur die fünf besten Ergebnisse aus neun Rennen. In der Konstrukteurswertung zählten dabei nur die Punkte des bestplatzierten Fahrers eines Teams.

### Fahrerwertung
| Pos. | Fahrer          | Konstrukteur    | Punkte |
| ---- | --------------- | --------------- | ------ |
| 01   | Jackie Stewart  | B.R.M.          | 9      |
| 02   | Lorenzo Bandini | Ferrari         | 6      |
| 03   | Graham Hill     | B.R.M.          | 4      |
| 04   | Bob Bondurant   | B.R.M.          | 3      |
| –    | Richie Ginther  | Cooper-Maserati | 0      |
| –    | Guy Ligier      | Cooper-Maserati | 0      |
| –    | Joakim Bonnier  | Cooper-Maserati | 0      |
| –    | Jim Clark       | Lotus-Climax    | 0      |

| Pos. | Fahrer         | Konstrukteur    | Punkte |
| ---- | -------------- | --------------- | ------ |
| –    | Jochen Rindt   | Cooper-Maserati | 0      |
| –    | Joseph Siffert | Brabham-B.R.M.  | 0      |
| –    | Mike Spence    | Lotus-B.R.M.    | 0      |
| –    | Jack Brabham   | Brabham-Repco   | 0      |
| –    | John Surtees   | Ferrari         | 0      |
| –    | Denis Hulme    | Brabham-Climax  | 0      |
| –    | Bruce McLaren  | McLaren-Ford    | 0      |
| –    | Bob Anderson   | Brabham-Climax  | 0      |

### Konstrukteurswertung
| Pos. | Konstrukteur    | Punkte |
| ---- | --------------- | ------ |
| 01   | B.R.M.          | 9      |
| 02   | Ferrari         | 6      |
| –    | Cooper-Maserati | 0      |
| –    | Lotus-Climax    | 0      |
| –    | Brabham-B.R.M.  | 0      |

| Pos. | Konstrukteur   | Punkte |
| ---- | -------------- | ------ |
| –    | Lotus-B.R.M.   | 0      |
| –    | Brabham-Repco  | 0      |
| –    | Brabham-Climax | 0      |
| –    | McLaren-Ford   | 0      |